# Elisabeth Bykova
Pour les articles homonymes, voir Bykov.
Elizaveta Ivanovna Bykova (en russe : Елизавета Ивановна Быкова) est une joueuse d'échecs soviétique née le 4 novembre 1913 à Bogolioubovo dans l'Empire russe et morte le 8 mars 1989 à Moscou, championne du monde à trois reprises (1953, 1958 et 1959).

## Biographie
Elle devient championne du monde en battant à Moscou Lioudmila Roudenko en 1953 (+7 -5 =2). Elle perd son titre en 1956 lors d'un tournoi à trois avec Olga Roubtsova et Lioudmila Roudenko, mais gagne le match contre Roubtsova en 1958, nouveau titre qu’elle conserve en 1959 (victoire contre Kira Zvorykina). Elle cède finalement son titre en 1962 face à la jeune Nona Gaprindashvili.
Elle fut aussi chroniqueuse d’échecs et écrivit une biographie sur la première championne du monde Vera Menchik.